# Velika nagrada Švedske

## Pobjednici

### Višestruki pobjednici (vozači)
| Pobjede | Vozač          | Pobjednička godina |
| ------- | -------------- | ------------------ |
| 2       | Jody Scheckter | 1974., 1976.       |
| 2       | Niki Lauda     | 1975., 1978.       |

### Višestruki pobjednici (konstruktori)
| Pobjede | Konstruktor | Pobjednička godina |
| ------- | ----------- | ------------------ |
| 2       | Tyrrell     | 1974., 1976.       |

### Pobjednici po godinama
| Godina | Vozač           | Konstruktor           | Staza                |
| ------ | --------------- | --------------------- | -------------------- |
| 1978.  | Niki Lauda      | Brabham-Alfa Romeo    | Scandinavian Raceway |
| 1977.  | Jacques Laffite | Ligier-Matra          | Scandinavian Raceway |
| 1976.  | Jody Scheckter  | Tyrrell-Ford Cosworth | Scandinavian Raceway |
| 1975.  | Niki Lauda      | Ferrari               | Scandinavian Raceway |
| 1974.  | Jody Scheckter  | Tyrrell-Ford Cosworth | Scandinavian Raceway |
| 1973.  | Denny Hulme     | McLaren-Ford Cosworth | Scandinavian Raceway |